# Homoneura fujianensis
Homoneura fujianensis är en tvåvingeart som beskrevs av Yang 2003. Homoneura fujianensis ingår i släktet Homoneura och familjen lövflugor. Inga underarter finns listade i Catalogue of Life.